# Apogon

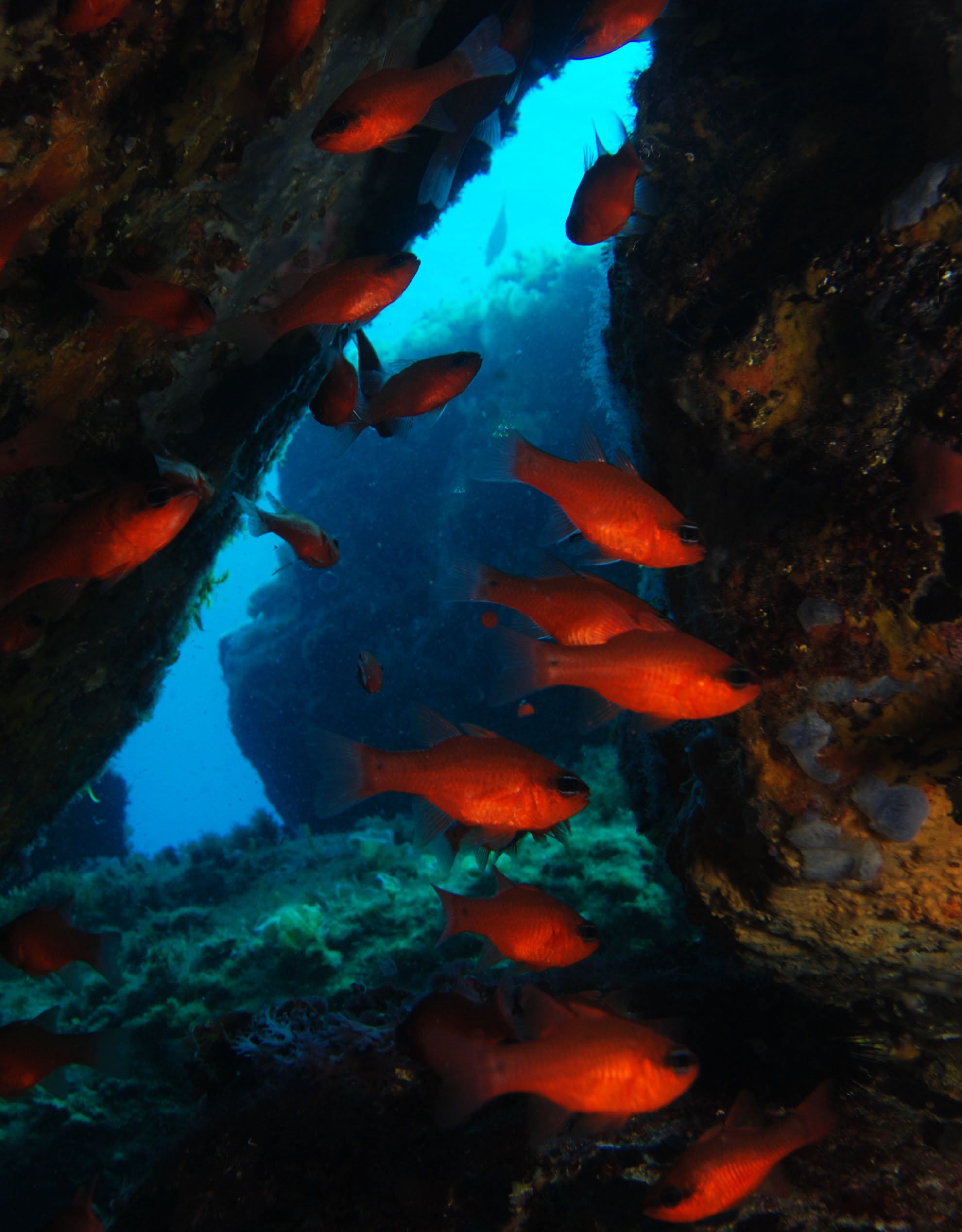
Apogon imberbis (Middellandse Zee)

Apogon is een geslacht van vissen uit de familie van de Kardinaalbaarzen (Apogonidae).
Veel soorten uit dit geslacht leven op dieptes van 200 meter en meer en zijn daarom vrij onbekend.

## Soorten
Volgens ITIS worden de volgende 188 soorten onderscheiden:
- Apogon abrogramma Fraser and Lachner, 1985
- Apogon albimaculosus Kailola, 1976
- Apogon americanus Castelnau, 1855
- Apogon angustatus (Smith and Radcliffe, 1911)
- Apogon annularis Rüppell, 1829
- Apogon apogonoides (Bleeker, 1856)
- Apogon argyrogaster Weber, 1909
- Apogon aroubiensis Hombron and Jacquinot, 1853
- Apogon aterrimus Günther, 1867
- Apogon atradorsatus Heller and Snodgrass, 1903
- Apogon atricaudus Jordan and McGregor, 1898
- Apogon atripes (Ogilby, 1916)
- Apogon atrogaster (Smith and Radcliffe, 1912)
- Apogon aureus (Lacepède, 1802)
- Apogon aurolineatus (Mowbray, 1927)
- Apogon axillaris Valenciennes, 1832
- Apogon bandanensis Bleeker, 1854
- Apogon binotatus (Poey, 1867)
- Apogon brevicaudata Weber, 1909
- Apogon brevispinis Fraser and Randall, 2003
- Apogon bryx Fraser, 1998
- Apogon campbelli Smith, 1949
- Apogon cantoris Bleeker, 1851
- Apogon capricornis Allen and Randall, 1993
- Apogon carinatus Cuvier, 1828
- Apogon catalai Fourmanoir, 1973
- Apogon caudicinctus Randall and Smith, 1988
- Apogon cavitensis (Jordan and Seale, 1907)
- Apogon chalcius Fraser and Randall, 1986
- Apogon cheni Hayashi, 1990
- Apogon chrysopomus Bleeker, 1854
- Apogon chrysotaenia Bleeker, 1851
- Apogon coccineus Rüppell, 1838
- Apogon compressus (Smith and Radcliffe, 1911)
- Apogon cookii Macleay, 1881
- Apogon crassiceps Garman, 1903
- Apogon cyanosoma Bleeker, 1853
- Apogon cyanotaenia Bleeker, 1853
- Apogon dammermani Weber and de Beaufort, 1929
- Apogon darnleyensis (Alleyne and Macleay, 1877)
- Apogon deetsie Randall, 1998
- Apogon dhofar Mee, 1995
- Apogon dianthus Fraser and Randall, 2002
- Apogon dispar Fraser and Randall, 1976
- Apogon diversus (Smith and Radcliffe, 1912)
- Apogon doederleini Jordan and Snyder, 1901
- Apogon doryssa (Jordan and Seale, 1906)
- Apogon dovii Günther, 1861
- Apogon endekataenia Bleeker, 1852
- Apogon enigmaticus (Smith, 1961)
- Apogon erythrinus Snyder, 1904
- Apogon erythrosoma Gon and Randall, 2003
- Apogon exostigma (Jordan and Starks, 1906)
- Apogon fasciatus (White, 1790)
- Apogon flagelliferus (Smith, 1961)
- Apogon flavus Allen and Randall, 1993
- Apogon fleurieu (Lacepède, 1802)
- Apogon fraenatus Valenciennes, 1832
- Apogon fragilis Smith, 1961
- Apogon franssedai Allen, Kuiter and Randall, 1994
- Apogon fukuii Hayashi, 1990
- Apogon fuscomaculatus Allen and Morrison, 1996
- Apogon fuscus Quoy and Gaimard, 1825
- Apogon gardineri Regan, 1908
- Apogon gilberti (Jordan and Seale, 1905)
- Apogon gouldi Smith-Vaniz, 1977
- Apogon guadalupensis (Osburn and Nichols, 1916)
- Apogon guamensis Valenciennes, 1832
- Apogon gularis Fraser and Lachner, 1984
- Apogon hartzfeldii Bleeker, 1852
- Apogon heptastygma Cuvier, 1828
- Apogon hoevenii Bleeker, 1854
- Apogon holotaenia Regan, 1905
- Apogon hungi Fourmanoir and Do
- Apogon hyalosoma Bleeker, 1852
- Apogon hypselonotus Bleeker, 1855
- Apogon imberbis (Linnaeus, 1758) – Rode kardinaalbaars
- Apogon indicus Greenfield, 2001
- Apogon ishigakiensis (Ida & Moyer, 1974)
- Apogon jenkinsi (Evermann and Seale, 1907)
- Apogon kallopterus Bleeker, 1856
- Apogon kalosoma Bleeker, 1852
- Apogon kautamea Greenfield & Randall, 2004
- Apogon kiensis Jordan and Snyder, 1901
- Apogon kominatoensis Ebina, 1935
- Apogon komodoensis Allen, 1998
- Apogon lachneri Böhlke, 1959
- Apogon lativittatus Randall, 2001
- Apogon latus Cuvier, 1828
- Apogon leptacanthus Bleeker, 1856
- Apogon leptocaulus Gilbert, 1972
- Apogon leptofasciatus Allen, 2001
- Apogon limenus Randall and Hoese, 1988
- Apogon lineatus Temminck and Schlegel, 1842
- Apogon luteus Randall and Kulbicki, 1998
- Apogon maculatus (Poey, 1860)
- Apogon maculiferus Garrett, 1864
- Apogon margaritophorus Bleeker, 1854
- Apogon marquesensis Greenfield, 2001
- Apogon melanoproctus Fraser and Randall, 1976
- Apogon melanopterus (Fowler and Bean, 1930)
- Apogon melanopus Weber, 1911
- Apogon melas Bleeker, 1848
- Apogon menesemus Jenkins, 1903
- Apogon moluccensis Valenciennes, 1832
- Apogon monospilus Fraser, Randall and Allen, 2002
- Apogon mosavi Dale, 1977
- Apogon multilineatus (Bleeker, 1874)
- Apogon multitaeniatus Cuvier, 1828
- Apogon mydrus (Jordan and Seale, 1905)
- Apogon nanus Allen, Kuiter and Randall, 1994
- Apogon neotes Allen, Kuiter and Randall, 1994
- Apogon niger Döderlein, 1883
- Apogon nigripes Playfair, 1867
- Apogon nigripinnis Cuvier, 1828
- Apogon nigrocincta (Smith and Radcliffe, 1912)
- Apogon nigrofasciatus Lachner, 1953
- Apogon nitidus (Smith, 1961)
- Apogon norfolcensis Ogilby, 1888
- Apogon notatus (Houttuyn, 1782)
- Apogon noumeae Whitley, 1958
- Apogon novaeguineae Valenciennes, 1832
- Apogon novemfasciatus Cuvier, 1828
- Apogon ocellicaudus Allen, Kuiter and Randall, 1994
- Apogon opercularis Macleay, 1878
- Apogon oxina Fraser, 1999
- Apogon oxygrammus Allen, 2001
- Apogon pacificus (Herre, 1935)
- Apogon pallidofasciatus Allen, 1987
- Apogon pallidus Allen & Erdmann, 2017
- Apogon parvulus (Smith and Radcliffe, 1912)
- Apogon perlitus Fraser and Lachner, 1985
- Apogon pharaonis Bellotti, 1874
- Apogon phenax Böhlke and Randall, 1968
- Apogon pillionatus Böhlke and Randall, 1968
- Apogon planifrons Longley and Hildebrand, 1940
- Apogon poecilopterus Cuvier, 1828
- Apogon posterofasciatus Allen & Randall, 2002
- Apogon properuptus (Whitley, 1964)
- Apogon pselion Randall, Fraser and Lachner, 1990
- Apogon pseudomaculatus Longley, 1932
- Apogon quadrisquamatus Longley, 1934
- Apogon quartus Fraser, 2000
- Apogon queketti Gilchrist, 1903
- Apogon quinquestriatus Regan, 1908
- Apogon radcliffei (Fowler, 1918)
- Apogon regani Whitley, 1951
- Apogon regula Fraser and Randall, 2003
- Apogon relativus Randall, 2001
- Apogon retrosella (Gill, 1862)
- Apogon rhodopterus Bleeker, 1852
- Apogon robbyi Gilbert and Tyler, 1997
- Apogon robinsi Böhlke and Randall, 1968
- Apogon rubellus (Smith, 1961)
- Apogon rubrifuscus Greenfield & Randall, 2004
- Apogon rubrimacula Randall and Kulbicki, 1998
- Apogon rueppellii Günther, 1859
- Apogon rufus Randall and Fraser, 1999
- Apogon savayensis Günther, 1872
- Apogon schlegeli Bleeker, 1854
- Apogon sealei (Fowler, 1918)
- Apogon selas Randall and Hayashi, 1990
- Apogon semilineatus Temminck and Schlegel, 1842
- Apogon seminigracaudus Greenfield, 2007
- Apogon semiornatus Peters, 1876
- Apogon septemstriatus Günther, 1880
- Apogon sialis (Jordan and Thompson, 1914)
- Apogon sinus Randall, 2001
- Apogon smithi (Kotthaus, 1970)
- Apogon spilurus Regan, 1905
- Apogon striatodes Gon, 1997
- Apogon striatus (Smith and Radcliffe, 1912)
- Apogon susanae Greenfield, 2001
- Apogon taeniatus Cuvier, 1828
- Apogon taeniophorus Regan, 1908
- Apogon taeniopterus Bennett, 1836
- Apogon talboti Smith, 1961
- Apogon tchefouensis Fang, 1942
- Apogon timorensis Bleeker, 1854
- Apogon townsendi (Breder, 1927) – Gordelkardinaalbaars
- Apogon tricinctus (Allen & Erdmann, 2012)
- Apogon trimaculatus Cuvier, 1828
- Apogon truncatus Bleeker, 1854
- Apogon unicolor Döderlein, 1883
- Apogon uninotatus (Smith and Radcliffe, 1912)
- Apogon unitaeniatus Allen, 1995
- Apogon urostigma (Bleeker, 1874)
- Apogon victoriae Günther, 1859
- Apogon wassinki Bleeker, 1861
- Apogon wilsoni (Fowler, 1918)
- Apogon zebrinus Fraser, Randall and Lachner, 1999